# Scurria
Scurria is een geslacht van weekdieren uit de klasse van de Gastropoda (slakken).

## Soorten
- Scurria araucana (d'Orbigny, 1839)
- Scurria bahamondina (Ramírez-Böhme, 1974)
- Scurria ceciliana (d'Orbigny, 1841)
- Scurria chaitena (Ramírez-Böhme, 1974)
- Scurria dalcahuina (Ramírez-Böhme, 1974)
- Scurria parasitica (d'Orbigny, 1841)
- Scurria plana (Philippi, 1846)
- Scurria scurra (Lesson, 1831)
- Scurria silvana (Ramirez-Bohme, 1974)
- Scurria stipulata (Reeve, 1855)
- Scurria variabilis (G. B. Sowerby I, 1839)
- Scurria viridula (Lamarck, 1822)
- Scurria zebrina (Lesson, 1831)